# Hemadala, Hiriyur
Hemadala là một làng thuộc tehsil Hiriyur, huyện Chitradurga, bang Karnataka, Ấn Độ.